# Encore at Wynn Macau
Encore at Wynn Macau, kinesiska: 永利澳门的安可, tidigare Wynn Diamond Suites; kinesiska: 永利钻石套房, är ett livsstilshotell och kasino som ligger på tomten för kasinot Wynn Macau i Sé i Macao i Kina. Den ägs och drivs av det kinesiska kasinoföretaget Wynn Macau, Limited, dotterbolag till det amerikanska Wynn Resorts. Livsstilshotellet har totalt 410 hotellsviter medan storleken på kasinots spelyta är ej känt.

## Historik
Systerkasinot Wynn Macau uppfördes mellan den 28 juni 2004 och den 6 september 2006 för en totalkostnad på 1,2 miljarder amerikanska dollar I november offentliggjorde Wynn att kasinokomplexet skulle genomgå en större expansion, där ett kombinerat livsstilshotell och kasino skulle byggas på tomten och skulle heta Wynn Diamond Suites. Den uppfördes mellan 2007 och den 21 april 2010 för 600 miljoner dollar. När livsstilshotellet invigdes hette den Encore at Wynn Macau och inte Wynn Diamond Suites, oklart när namnbytet skedde.